# Эректильная дисфункция
Эректи́льная дисфу́нкция, или импоте́нция (лат. impotens — бессильный) — дисфункция или слабость эрекции, при которой объём полового органа мужчины, его твёрдость и прямота недостаточны для совершения полового акта.
Латинский термин «impotentia coeundi» описывает неспособность мужчины к половому сношению по причине отсутствия или прекращения достаточной напряжённости полового члена. Однако этот термин себя изжил и в последнее десятилетие в международной литературе не применяется. Его рассматривают устаревшим, неточным и имеющим необоснованно осуждающий подтекст. Вместо «импотенция» говорят о «нарушении эрекции» или об «эректильной дисфункции».
Нарушение эрекции не связано напрямую со способностью мужчины к выполнению семяизвержения — эякуляции. Недавно были проведены гемодинамические исследования как на свежих, так и на размороженных человеческих трупах, в ходе которых без исключения удалось добиться жесткой эрекции, несмотря на то, что кавернозная ткань в трупных синусоидах утратила свою растяжимость. Это означает, что эрекция полового члена — это всего лишь механическое событие, и, следовательно, вены полового члена играют ключевую роль в достижении эрекции. Это, несомненно, является следствием подтверждения определяющей роли вен, связанных с эрекцией, в эректильной функции человека .
У мужчин старшего возраста 45-65 лет чаще наблюдается артериальная форма сосудистых нарушений эрекции, а у юных и молодых мужчин 15-45 лет чаще преобладает веногенная эректильная дисфункция (венозная утечка), при которой нарушен механизм венозной окклюзии . При веногенной эректильной дисфункции кровь притекает к половому члену в достаточном количестве, но так же быстро оттекает от него. В результате мужчины с венозной утечкой жалуются на плохое удержание эрекции, то есть эрекция нормально возникает, но через 1-2 минуты полового контакта пропадает и половой член падает .
Существует много других причин нарушения эрекции, например, сахарный диабет. Некоторые причины нарушения эрекции необратимы.
Для лечения веногенной эректильной дисфункции применяют эмболизацию вены.

## Патофизиология

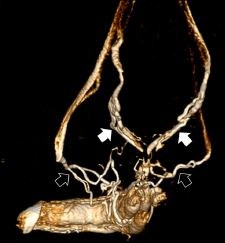
Веногенная эректильная дисфункция при КТ исследовании.

Эректильная дисфункция, которая по определению ВОЗ является постоянной или периодически повторяющейся неспособностью мужчины достигнуть и/или сохранить эрекцию, достаточную для успешного полового акта. Диагноз «эректильная дисфункция», как правило, ставится тогда, когда мужчина не способен поддерживать эрекцию в более чем 25 % половых актов, которые он пытается совершить. По данным американских исследователей, этим расстройством во всём мире страдают более 150 миллионов мужчин старше 40 лет.
Эрекция управляется двумя механизмами. Первый — это рефлекторная эрекция, которая возникает при прикосновении к пенису. Второй — это психогенная эрекция, которая возникает в результате эротических стимулов. Рефлекторная эрекция управляется периферическими нервами и отделами нижней части спинного мозга. Психогенная эрекция управляется лимбической системой мозга. Неврологические нарушения этих реакций могут вести к импотенции. Пещеристые тела заполняются кровью и возникает эрекция. Для развития эрекции также необходим достаточный уровень тестостерона в крови. Таким образом, импотенция может возникнуть из-за расстройства гормональной системы, болезней нервной системы, недостаточного кровоснабжения пениса либо психологических проблем.

## Медицинские симптомы
Нарушение эрекции — стойкая неспособность мужчины совершить половой акт в полном объёме. При нормальной половой функции половой акт (для мужчины) состоит из полового влечения (либидо), любовных ласк не менее 5 минут, эрекции, введения полового члена, совершения десятков фрикций в течение нескольких минут, завершаемых семяизвержением — эякуляцией и возникновением ощущения оргазма. Отсутствие какого-либо компонента определяет невозможность совершения полноценного полового акта и постепенно приводит к нарушению остальных компонентов. Чаще всего это обусловлено нарушением эрекции или семяизвержения.
Обычно расстройства половой функции не являются самостоятельными заболеваниями, а существуют и развиваются как сопутствующие. Так, нарушение эрекции может возникать при эндокринных расстройствах, например, сахарном диабете (он вызывает нейропатию), гипогонадизме (снижение уровня тестостерона из-за нарушений функций гипофиза или яичек). Также оно может быть связано с различными урологическими заболеваниями, поражениями расположенных в коре головного мозга центров регуляции половых функций. Нарушение эрекции, вызванное этими причинами, относят к органическим.
Частой причиной возникновения эректильной дисфункции является болезненный половой акт, либо для проникающего, либо для принимающего партнёра.
Иногда эректильная дисфункция связана с нервно-психическими расстройствами (невроз, невротическим состоянием при различных заболеваниях, депрессия и др.). Это так называемое психогенное нарушение эрекции. Эректильная дисфункция может проявляться как побочный эффект приёма многих распространённых лекарственных препаратов: антигипертензивных, психотропных, средств, подавляющих центральную нервную систему, некоторых эстрогенов, противораковых препаратов. Органическая и психогенная импотенция проявляются по-разному.
| Психогенная эректильная дисфункция                            | Органическая эректильная дисфункция                                 |
| ------------------------------------------------------------- | ------------------------------------------------------------------- |
| Внезапное начало                                              | Начало постепенное                                                  |
| Периодическая                                                 | Прогрессирующая                                                     |
| Ситуационная                                                  | Постоянная                                                          |
| Связана с каким-либо психологическим стрессом                 | Связана с каким-либо заболеванием или приёмом тех или иных лекарств |
| Ночная/утренняя эрекция сохранена                             | Ночная/утренняя эрекция отсутствует                                 |
| В течение полового акта напряжение полового члена сохраняется | В течение полового акта напряжение полового члена может исчезнуть   |
| Нормальная эрекция при мастурбации                            | Проблемы с эрекцией в том числе при мастурбации                     |

Выделяют психологическую (психогенную), органическую и смешанную эректильную дисфункцию. Если раньше основной причиной возникновения её считали различные психологические проблемы, то сейчас это мнение изменилось. Показано, что эректильная дисфункция в 80 % случаев имеет органическую природу и возникает как осложнение различных соматических заболеваний. Большинство мужчин склонно списывать неудачи в постели на стресс, проблемы на работе или в семье, усталость, отсутствие влечения. На самом деле эректильная дисфункция имеет чисто психологическую (психогенную) природу лишь в 10-20 % случаев. Достаточно часто встречается смешанный тип ЭД. Несомненно верно то, что все разновидности данной патологии требуют пристального внимания, Медицинской и психологической помощи.

## Причины эректильной дисфункции
Выделяют психологическую (психогенную), органическую и смешанную формы. Большинство мужчин объясняют проблемы с эрекцией (потенцией) именно органическими нарушениями. Действительно, ЭД в ряде случаев возникает как осложнение различных соматических заболеваний. В их число входят венозная утечка, сахарный диабет, сосудистые заболевания, неврологические расстройства, гормональные нарушения, физические травмы, переохлаждения или ожоги в области малого таза. Доказана связь между нарушениями половой функциональности и с плохой окружающей средой, где живёт человек, например при воздействии радиации, химических веществ и тд. Кроме того, нарушения половой функции могут являться побочным эффектом некоторых лекарственных препаратов, последствием хирургической операции и травм в области малого таза.

### Венозная утечка (Веногенная эректильная дисфункция)
Венозная утечка (веногенной эректильной дисфункцией) является одной из категорий сосудисто-индуцированной (васкулогенной) импотенции — причины эректильной дисфункции у мужчин . Это касается людей всех возрастов, но особенно неприятны они у молодых мужчин .
Иногда венозная утечка сочетается с другими венозными аномалиями: геморроем, варикозным расширением вен ног и варикоцеле. Варикоцеле как и венозная утечка приводит к снижению потенции .
В медицинском сообществе не достигнуто единого мнения по поводу венозной утечки, и многие аспекты этого состояния, особенно стратегии его лечения, являются спорными. Распространенность этого состояния до сих пор неизвестна, хотя некоторые источники утверждают, что это частая причина эректильной дисфункции .
Веногенная эректильная дисфункция делится на проксимальную, когда венозная утечка идет преимущественно в подкожные вены и вены гроздьевидного сплетения мошонки и дистальную, когда венозная кровь утекает в парапростатическое сплетение и далее в систему тазовых вен. Иногда венозная форма эректильной дисфункции сочетается с другой венозной аномалией — варикоцеле, расширением вен лозовидного сплетения возле яичка. Особенно часто венозная утечка полового члена встречается у пациентов с двухсторонним варикоцеле .

### Болезнь Пейрони
Болезнь Пейрони —редкое заболевание, при котором мужской половой член искривляется вследствие прогрессирующих фиброзных изменений в белочной оболочке полового члена. Болезнь названа по имени французского хирурга Франсуа́ Пейрони́, который описал её в 1743 году. Чаще всего ею страдают мужчины в возрасте от 30 до 60—65 лет.
Наиболее вероятной причиной возникновения болезни Пейрони считают повторяющиеся микротравмы белочной оболочки кавернозных тел. Болезнь начинается с острого воспалительного процесса, в результате которого резко возрастает пролиферация фибробластов оболочки, некоторые из которых дифференцируются в миофибробласты, увеличивается отложения коллагена и фибрина. Продолжающееся воспаление приводит к ремоделированию соединительной ткани в фиброзную бляшку, которая может приводить к искривлению кавернозных тел.
Факторами риска развития болезни Пейрони являются сахарный диабет, артериальная гипертензия, нарушения липидного обмена, ишемическая болезнь сердца, эректильная дисфункция, курение, злоупотребление алкоголем. По данным EAU у 3—39 % больных имеется контрактура Дюпюитрена.

## Клиническая диагностика
Для определения причин возникновения эректильной дисфункции необходимо проведение диагностики, чтобы исключить или подтвердить такие серьёзные заболевания, как сахарный диабет, гипогонадизм, пролактинома и др.

### Ультразвук
Ультразвуковое исследование (фармакодоплерография сосудов полового члена) используется для оценки кровотока в пещеристых телах полового члена, определения величины венозного оттока, признаков атеросклероза сосудов, рубцевания или кальциноза эректильной ткани. После введения препарата, вызывающего эрекцию (папаверин, алпростадил и т. п.), используют ультразвук для наблюдения расширения сосудов и измерения кровяного давления в сосудах полового члена. Результаты сравниваются с результатами, взятыми, когда член находится в неэрегированном состоянии.
Кавернозография
Кавернозография — это разновидность контрастного рентгеновского исследования, которое представляет собой рентгеновский снимок эрегированного полового члена в нескольких проекциях после введения в него рентгеноконтрастных препаратов. Кавернозография служит для выявления вен, по которым осуществляется патологический венозный отток крови при веногенной эректильной дисфункции. Кавернозография также помогает оценить структуру пещеристых тел полового члена, наличие в них очагов склероза или атрофии, а также бляшек при болезни Пейрони.

### Тестирование иннервации полового члена
Чтобы определить функциональное состояние нервов полового члена, проводят тестирование бульбокавернозного рефлекса. Врач нажимает на головку члена, что в норме должно мгновенно вызвать сокращение ануса. Врач измеряет латентность этого рефлекса, наблюдая сокращение анального сфинктера, либо пальпируя сфинктер пальцем. Если есть подозрение на поражение нерва или на диабет, проводятся специальные тесты, проверяющие функцию нерва.

### Ночные эрекции
У здорового мужчины эрекция возникает во время сна. Это случается примерно пять-шесть раз, особенно во время парадоксального сна. Отсутствие ночных эрекций указывает на проблему с иннервацией члена либо с его кровообращением. Существуют методики, позволяющие регистрировать ночную эрекцию. Они состоят в том, что к члену прикрепляется чувствительный датчик.

### Биотезиометрия пениса
Этот тест использует вибрацию, чтобы оценить чувствительность пениса и его иннервацию. Снижение чувствительности к вибрации может указывать на то, что нарушена инервация, что может быть следствием сахарного диабета, невропатии или старения организма. 

## Методы лечения
- ингибиторы PDE5: Виагра, Динамико, Сиалис, Левитра (дают лишь кратковременный эффект);
- на основе растительных веществ: женьшень, эврикома длиннолистая;
- внесение позитивных изменений в образ жизни (например, бросить курить и больше заниматься физическими упражнениями);
- инъекции в мочеиспускательный канал;
- инъекции в пещеристое тело полового члена (папаверин, алпростадил и т. п.);
- вакуумные устройства для полового члена;
- психотерапия;
- массаж;
- сосудистые операции на половом члене, направленные на уменьшение венозного оттока или на увеличение артериального притока крови (резекция дорсальной вены, эндоваскулярная эмболизация пениальных вен, реваскуляризация кавернозных тел полового члена). Следует отметить крайне невысокую эффективность сосудистых операций на половом члене. Лишь в очень редких случаях эффект от них сохраняется дольше одного-двух лет.

### Лечение венозной утечки (веногенной эректильной дисфункции)
При проксимальной венозной утечке некоторые ангиолог-хирурги перевязывают подкожные патологические шунты. При дистальной венозной утечке делают рентгенэндохирургическую операцию, проводя через глубокую дорсальную вену проводник и перекрывая металлическими спиралями (эмболизация) патологическую утечку в системе глубоких тазовых вен. Через 5 дней после операции пациенты возвращаются к нормальной половой жизни. Эффективность таких операций очень высока 80-85% в первые полгода после лигирующих операций, далее она несколько снижается в связи с развитием коллатералей (вырастающие параллельные вены) и составляет около 50% через 5 лет .
Веногенные операции с использованием аутологических стволовых клеток и ПРП-инъекции могут возобновить половую жизнь даже в тяжелых случаях венозной утечки, давая молодому мужчине 10-30 лет полноценной половой жизни, не прибегая к фаллопротезированию .
Если пациенту не помогает стандартная медикаментозная терапия (включая ингибиторы ФДЭ-5, интракавернозные инъекции, спиральную эмболизацию и т. д.), стриппинг вены полового члена представляется уникальным методом лечения .

### Лечение болезни Пейрони
Для лечение болезни Пейрони применяют препарат колхицин и ударно-волновую терапию.

### Лечение психогенной эректильной дисфункции
При выраженных психических нарушениях можно проводить психосексуальную терапию, как в качестве монотерапии, так и в сочетании с другими методами лечения. У молодых (< 40 лет) пациентов с длительно протекающей первичной ЭД обследование у психиатра может быть эффективным ещё до проведения каких-либо исследований на наличие органических нарушений .

## В популярной культуре
- Мужской зигзаг, Россия 1992 г.
- Страсти по Анжелике, Россия, Украина, 1993 г.
- Импотент (фильм), Россия, 1996 г.
- Sex and the City, 3 сезон, 15—16 серия, США, 2000
- Любовь в большом городе, фильм, Россия, 2009 г.
- И восходит солнце (Фиеста), Эрнест Хемингуэй — 1926 г.
- Песни «Импотент» и «Не даёт» группы «Сектор газа».
- Трек «Импотент» группы «Голос Омерики»
- Реинкарнация безработного 2 сезон (аниме), Япония, 2021 г.